# Xã Lafayette, Quận Allamakee, Iowa
Xã Lafayette (tiếng Anh: Lafayette Township) là một xã thuộc quận Allamakee, tiểu bang Iowa, Hoa Kỳ. Năm 2010, dân số của xã này là 421 người.